# Yu-Gi-Oh! Online
Yu-Gi-Oh! Online est un jeu vidéo sous Microsoft Windows développé et édité par Konami. Le jeu reprend les principes du jeu de cartes à collectionner Yu-Gi-Oh! Jeu de cartes à jouer.

## Description
Le téléchargement du jeu est entièrement gratuit, sauf pour les duels pour lesquels il faut acheter des duelpass. Un duelpass acheté équivaut à 30 duels et une carte rare offerte. Lors du téléchargement du jeu, 10 duels sont offerts.
Il est possible de jouer sans avoir de duelpass, pendant les heures de lobby (entrainement) qui sont de :
- 17:00-19:00 (CEST)
- 01:00-03:00 (CEST)
- 09:00-11:00 (CEST)

Fin du jeu :
Bien que l'aventure Yu-Gi-Oh! ONLINE, commencée en 2005, ait été très appréciée par un grand nombre de joueurs dans le monde entier, elle doit malheureusement prendre fin. À la suite d'une décision interne, Yu-Gi-Oh! ONLINE DUEL ACCELERATOR s'est arrêté le 01/10/2012 03:00 Europe/Paris.